# Liberation (Christina Aguilera)
| Recensione    | Giudizio |
| ------------- | -------- |
| AllMusic      |          |
| Rolling Stone |          |
| The Telegraph |          |

Liberation è l'ottavo album in studio della cantante statunitense Christina Aguilera, pubblicato il 15 giugno 2018.

## Descrizione
Liberation è un album prevalentemente basato sui generi pop, R&B e hip hop, che incorpora elementi southern rock, dancehall, blues rock e soul.
La title track è una intro sinfonica, composta ed eseguita dal pianista Nicholas Britell; Maria è stata paragonata nell'esecuzione alle vecchie hit di Anastacia e contiene un sample di Michael Jackson e un arrangiamento orchestrale;  il brano è preceduto da un'intro in cui l'artista canta un brano tratto da Tutti insieme appassionatamente. Il duetto con Demi Lovato, Fall in Line, è un brano soul descritto dalla cantante come un inno femminista. Sick of Sittin' è una traccia blues rock che è stata paragonata alle canzoni di Janis Joplin. La traccia Pipe è un duetto con un ignoto artista identificato come "XNDA", sospettato essere il pilota di Formula 1 Lewis Hamilton. Nel 2020, a due anni dalla pubblicazione dell'album, Hamilton ha confermato ufficialmente di essere XNDA, un risultato ottenuto a suo dire dopo un decennio trascorso a scrivere musica come mero passatempo. Twice è una ballata al pianoforte con cori gospel nel ritornello. Right Moves è un brano pop rap eseguito insieme alle artiste giamaicane Keida e Shenseea. Accelerate è un brano hip hop che vede la collaborazione dei rapper Ty Dolla $ign e 2 Chainz.
La rivista Rolling Stone ha inserito Liberation in diciassettesima posizione tra i 20 migliori album pop del 2018.

## Tracce
1. Liberation – 1:47 (Nicholas Britell)
2. Searching for Maria – 0:25 (Richard Rodgers, Oscar Hammerstein II)
3. Maria – 4:34 (Christina Aguilera, Kanye West, Ross Birchard, Ilsey Juber, Jahron Brathwaite, Tayla Parx, Che Pope, Noah Goldstein, Lawrence Brown, Linda Glover, Horgay Gordy, Allen Story)
4. Sick of Sittin' – 4:00 (Christina Aguilera, Brandon P. Anderson, Melvin Henderson, Whitney Phillips, Janne Schaffer)
5. Dreamers – 0:36
6. Fall in Line (feat. Demi Lovato) – 4:06 (Christina Aguilera, Jonny Simpson, Mark Williams, Audra Mae, Jon Bellion, Raul Cubina)
7. Right Moves (feat. Keida & Shenseea) – 3:48 (Christina Aguilera, Marcos "Kosine" Palacios, Bryan Nelson, Julia Michaels, Justin Tranter, Tayla Parx, Makeida Beckford, Chinsea Lee)
8. Like I Do (feat. GoldLink) – 4:49 (Jonathan Park, D'Anthony Carlos, Christina Aguilera, Sang Hyeon Lee, Taylor Parks, Brandon Anderson, Whitney Phillips)
9. Deserve – 4:23 (Julia Michaels, Uzoechi Emenike)
10. Twice – 4:02 (Kirby Dockery)
11. I Don't Need It Anymore (Interlude) – 0:54 (Christina Aguilera)
12. Accelerate (feat. Ty Dolla $ign & 2 Chainz) – 4:03 (Christina Aguilera, Kanye West, Mike Dean, Che Pope, Ernest Brown, Carlton Mays Jr., Bibi Bourelly, Ilsey Juber, Tayla Parx, Tyrone Griffin Jr, Tauheed Epps, Kirby Lauren Dockery)
13. Pipe (feat. XNDA) – 4:05 (Christina Aguilera, Kai Wright, Sean Seaton, Pope Rene Hill, XNDA)
14. Masochist – 3:30 (Christina Aguilera, Tim Anderson, Darhyl "DJ" Camper Jr., Ilsey Juber)
15. Unless It's with You – 4:17 (Christina Aguilera, Eric Frederic, John Theodore Geiger II, Kaj Hassle, Gamal Lewis, Thomas Peyton)

## Successo commerciale
Negli Stati Uniti, Liberation ha debuttato al sesto posto nella classifica Billboard 200, con 68.000 unità. È diventato il settimo album ad arrivare in top 10 della Aguilera nella nazione, ed è stato l'album femminile solista più alto nella settimana del 30 giugno. Liberation è stato anche il terzo album più venduto (in copie pure) della settimana. Ha debuttato infatti al terzo posto nella classifica delle vendite digitali degli album di Billboard, diventando il suo primo album da quando Bionic è approdato tra i primi tre. Inoltre, Aguilera è rientrata e ha raggiunto il picco alla numero 8 nella classifica Artist 100. L'album ha trascorso due settimane nella classifica, cadendo di novantadue posizioni al numero novantotto nella sua seconda settimana prima di lasciare la classifica nella sua terza settimana. Nella classifica degli album canadesi di Billboard, il disco ha debuttato e raggiunto il picco alla quinta posizione, diventando il suo più alto album dopo Bionic e il suo quinto album che ha raggiunto i primi cinque posti.
Liberation ha debuttato alla diciassettesima posizione nella classifica inglese degli album, il quinto debutto più alto della settimana. In Australia, l'album ha debuttato al numero nove nella classifica degli album australiani, diventando il suo quarto album in top 10 e guadagnando il suo più alto picco da Bionic.

## Classifiche
| Classifica (2018) | Posizione massima |
| ----------------- | ----------------- |
| Australia         | 9                 |
| Austria           | 9                 |
| Belgio (Fiandre)  | 13                |
| Belgio (Vallonia) | 16                |
| Canada            | 5                 |
| Francia           | 59                |
| Germania          | 11                |
| Giappone          | 48                |
| Grecia            | 22                |
| Italia            | 12                |
| Nuova Zelanda     | 23                |
| Paesi Bassi       | 11                |
| Portogallo        | 7                 |
| Regno Unito       | 17                |
| Repubblica Ceca   | 27                |
| Stati Uniti       | 6                 |
| Svezia            | 41                |
| Svizzera          | 3                 |